# Bolbonota corrugata
Bolbonota corrugata is een halfvleugelig insect uit de familie bochelcicaden (Membracidae). De soort werd voor het eerst wetenschappelijk beschreven door Henry Weed Fowler in 1894.